# ロールス・ロイス RB162

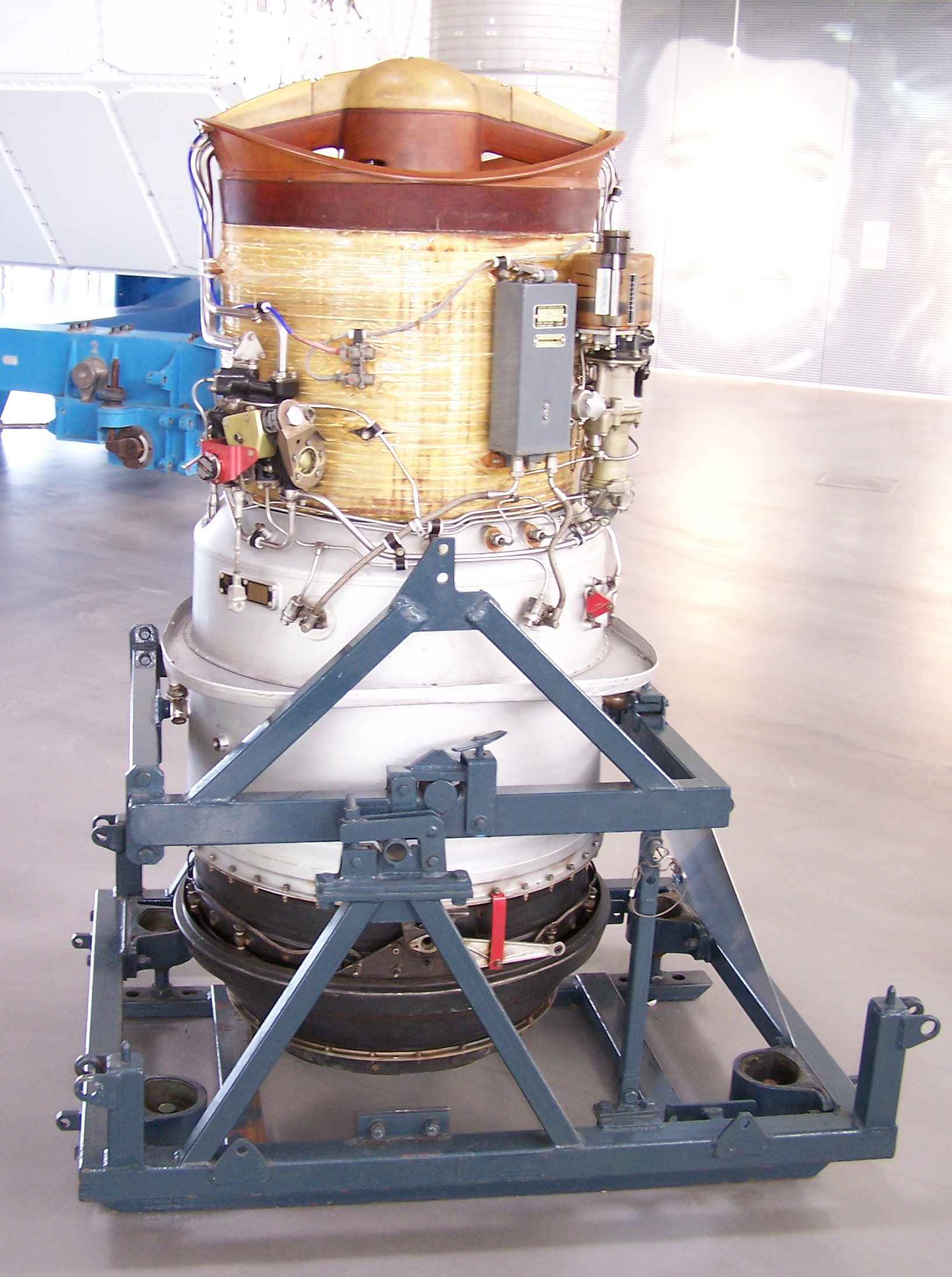
ロールス・ロイス RB162

ロールス・ロイス RB162（Rolls-Royce RB.162）は、ロールス・ロイス・リミテッドが製造した単純な構造で軽量なターボジェットエンジンである。1960年代の初めに垂直離着陸機（VTOL）用のリフト・エンジンとして特別に設計されたが、後の派生型エンジンはホーカー・シドレー トライデント 旅客機の補助エンジンとしても使用された。より小型の関連派生型である「RB181」は設計計画としてのみ残り、ターボファンエンジン版は「RB175」と命名された。

## 設計と開発

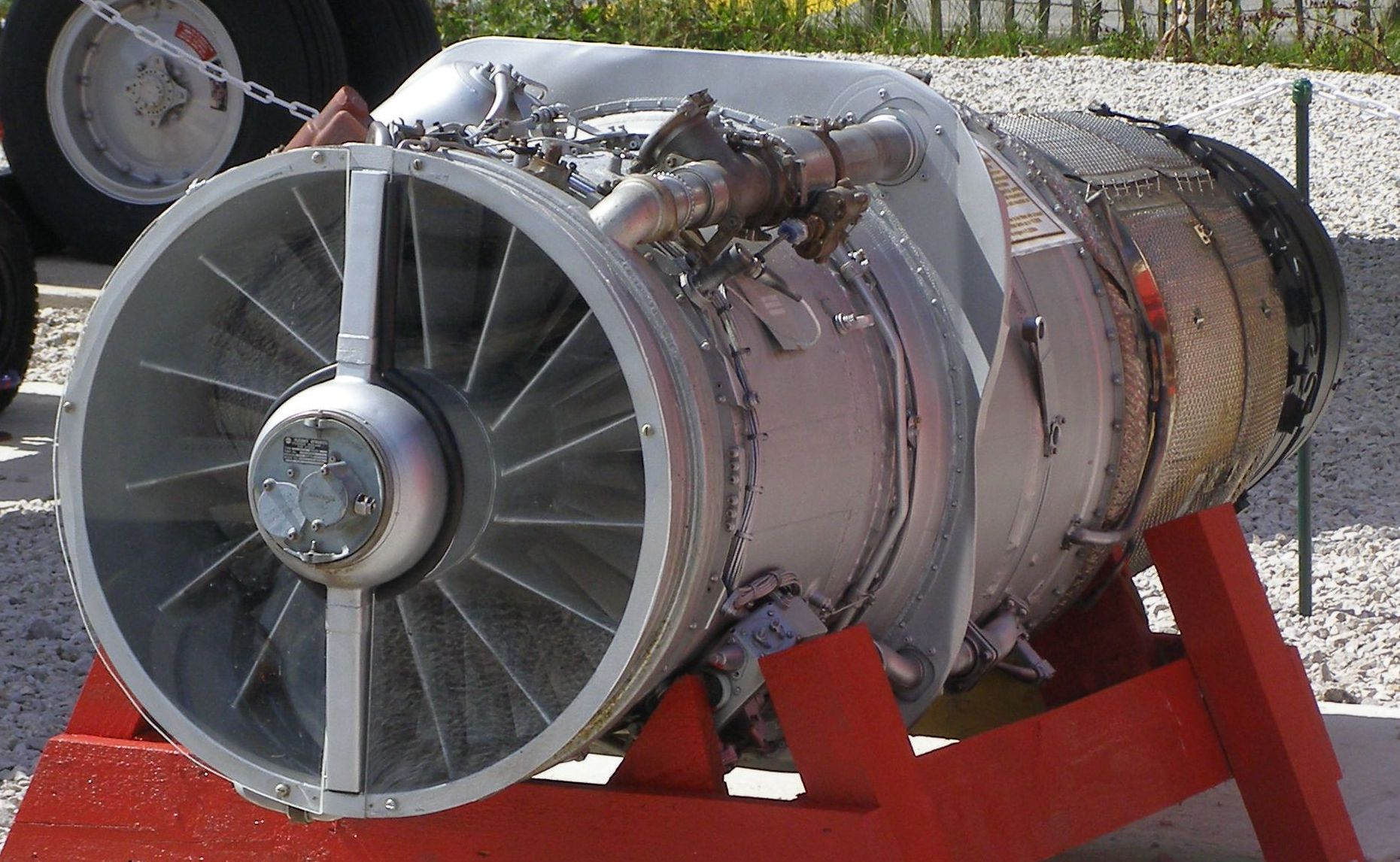
ロールス・ロイス RB162

RB162は、簡潔さ、信頼性、軽量構造に重点を置いたVTOL機用リフト・エンジンの要求に合致するように設計された。開発費用は、共同開発の協定覚書の締結後に英国、フランス、西ドイツで分担した。このエンジンは、重量を軽減するためにグラスファイバー製のコンプレッサー外皮とプラスチック製コンプレッサー・ブレードを採用することにより製造コストも削減する効果があった。RB162は成功作でありVTOL機市場で大きな成功を収めることが期待されたが、これは実現せずに生産は少数に留まった。

### トライデント機向けの開発

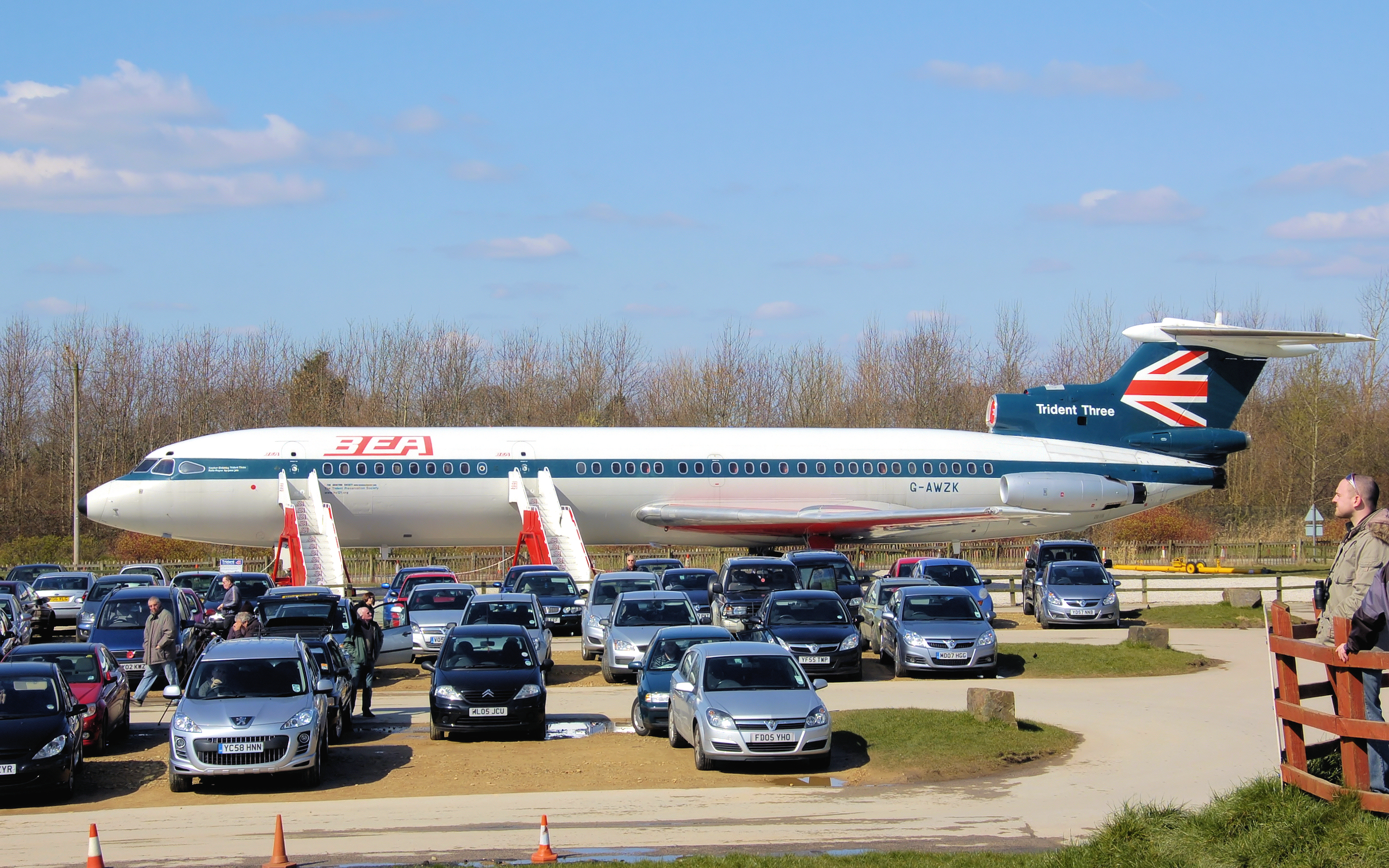
垂直尾翼の付け根に補助のRB162エンジンを装備したホーカー・シドレー トライデント 3B

1966年にブリティッシュ・ヨーロピアン航空（BEA）は、地中海空路に就航する長距離航路用航空機の要求を出した。BEAのボーイング727と737を組み合わせて運用するという計画が英国政府により不許可とされた後で、ホーカー・シドレー社はBEAに対し既にBEAが運用しているトライデント機の航続能力を改善したストレッチ型を提案した。この派生型のトライデント 3Bは元々のロールス・ロイス スペイ ターボファンエンジン3基に加え胴体中心線上に「RB162-86」を装備し、地中海地域の高温な環境下での離陸と上昇時に使用された。この「ブースト」エンジンは巡航飛行時には停止された。改装には垂直尾翼と水平尾翼の取り付けに変更作業を要した。RB162を装着したトライデント 3Bは、僅か5%の重量増で初期型よりも15%増しの推力を発生した。

### RB175と181
RB162の研究用ターボファンエンジン版のエンジンは「RB175」と命名された。もう一つの計画された派生型は約2,000lbsの推力を発生する「RB181」であり、RB162の縮小小型版になるはずであった。製造されなかったロッキード F-104のVTOL版であるロッキード/ショート・ブラザーズ CL-704はこのリフト・エンジンを7基搭載する予定であった。

## 搭載機
- ミラージュIII V
- ドルニエ Do 31
- ホーカー・シドレー トライデント 3B
- VFW VAK 191B

## 要目
(RB.162-86) Data from:
- タイプ：シングルスプール・ターボジェットエンジン
- 全長：1,311 mm (51.6 in)
- 直径：635 mm (25.0 in)
- 乾燥重量：127 kg (280 lb)
- 燃料供給方式：噴射式
- 圧縮機：6段軸流
- 燃焼室：環状
- タービン：1段軸流
- 最大推力：5,250 lb (23 kN)
- 推力重量比：18.75:1